# Michel Santangeli
Michel Santangeli (ou Santangelli) était un batteur français, né le 29 août 1945 à Paris et décédé le 30 septembre 2014 à Brest. Il est notamment connu pour avoir été le batteur d'Alan Stivell puis de Dan Ar Braz dans les années 1970 et celui de Jacques Higelin dans les années 1980. Il a contribué à électrifier la musique bretonne et celtique et la musique folk plus globalement.

## Biographie

### Le rock 'n' roll dans les groupes de bal
Michel Santangeli naît le 29 août 1945 à Paris et passe son enfance dans le 13e arrondissement. D'un père accordéoniste de bal, il devient un musicien « touche à tout » autodidacte. Il est issu du milieu rock : dès l'âge de 16 ans, il se fait remarquer à la batterie lors de la prestation de Frankie Jordan en première partie des Shadows à l'Olympia, puis avec Les Pingouins. Il a participé notamment à des groupes : Les Chaussettes noires avec Eddy Mitchell (sur scène) en 1963 et Les Chats sauvages avec Mike Shannon en 1964 . Il découvre la Bretagne par hasard en 1964. Musicien de bal, il joue plusieurs étés dans la région et décide de s'y installer tant il apprécie les lieux. Il intègre le groupe "Les Jerrys" et devient l'ami de Dan Ar Braz, guitariste dans l'orchestre.

### D'Alan Stivell à YS

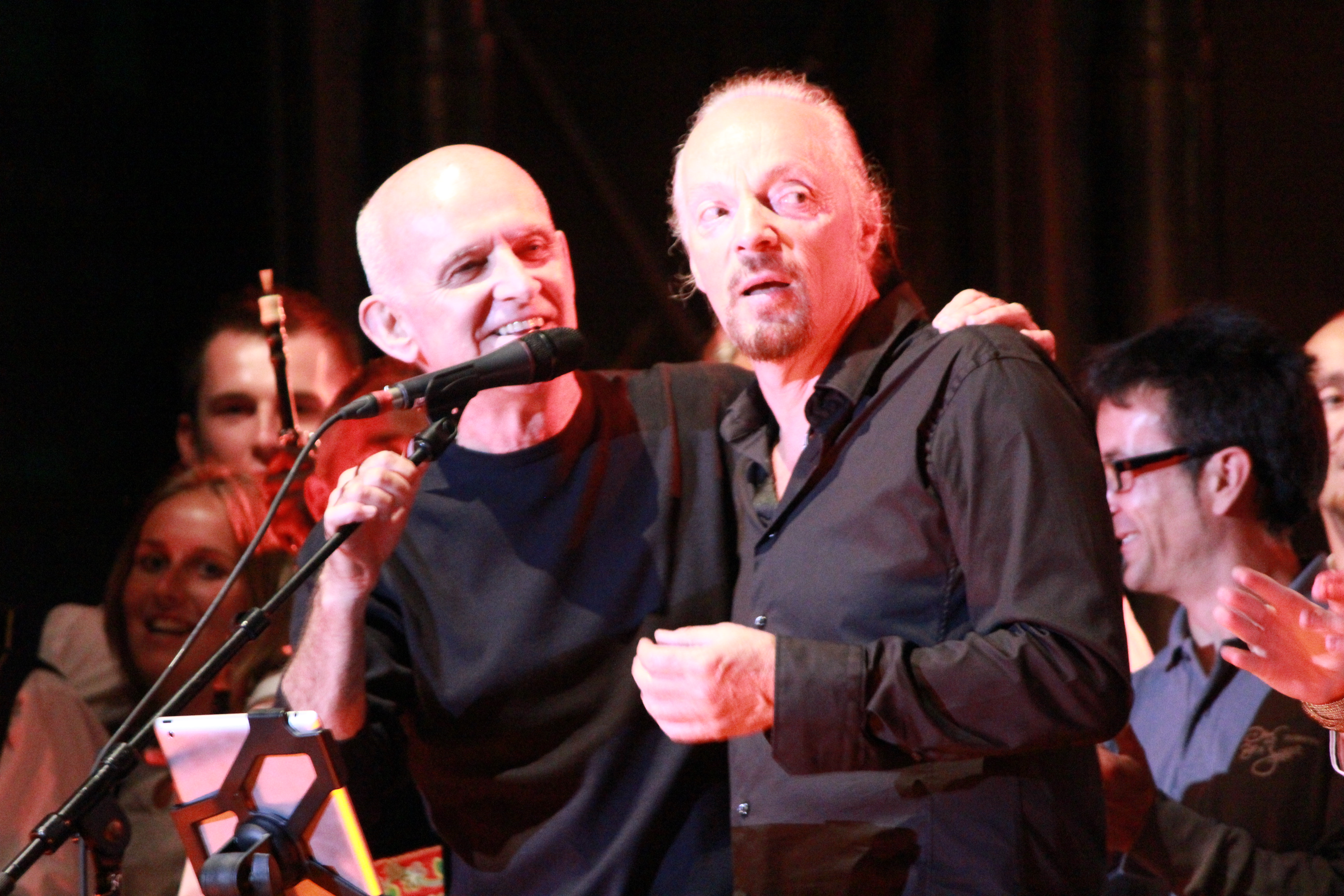
Les musiciens avec qui il joue, Dan Ar Braz et Alan Stivell, deviennent aussi des amis.

Michel Santangeli s'est vraiment révélé avec le groupe mythique d'Alan Stivell, composé entre autres de Gabriel Yacoub, Dan Ar Braz, René Werneer ou encore Pascal Stive. Il est contacté au dernier moment par « Dan » pour accompagner Alan Stivell lors du concert exceptionnel À l'Olympia, diffusé en direct sur Europe 1 en février 1972 et sorti sur disque peu après (le live s'écoule à 1,5 million d'exemplaires). A posteriori, il déclare : « Cette musique m'a pris aux tripes. J'ai trouvé ça magnifique. » Les quatre années suivantes, il tourne avec Stivell (en Bretagne bien sûr, sous des grands chapiteaux et dans toute l'Europe jusqu'aux USA et au Canada). En 1973 il enregistre au studio du château d'Hérouville l'album Chemins de terre (désigné meilleur disque de l'année par Melody Maker). Avec Dan Ar Braz, il électrifie la musique de Stivell avec son jeu, en se mariant aisément à la harpe celtique et les rythmes ternaires.
Son style très énergique ne passe pas inaperçu dans le milieu du folk. Il collaborera ainsi avec de nombreux artistes de ce mouvement, notamment avec les Sonerien Du et Malicorne sur l'album L'Extraordinaire Tour de France d'Adélard Rousseau, dit Nivernais la clef des cœurs, Compagnon charpentier du devoir (1978).
En 1975, il fonde le groupe YS en compagnie de René Werneer, Pascal Stive, Jacky Thomas et Pierre Chérèze, il retrouvera  plus tard ces deux derniers avec Jacques Higelin, puis dans le prolongement le groupe "Keris", sans Werneer cette fois-ci mais avec Patrick Molard. Il participe également aux trois premiers disques de son ami Dan Ar Braz : Douar Nevez (1977), Allez dire à la ville (1978) et The Earth's lament (1979). Il devient ensuite membre du groupe Ripaille en compagnie de Jacky Thomas.

### D'Iggy Pop à Jacques Higelin

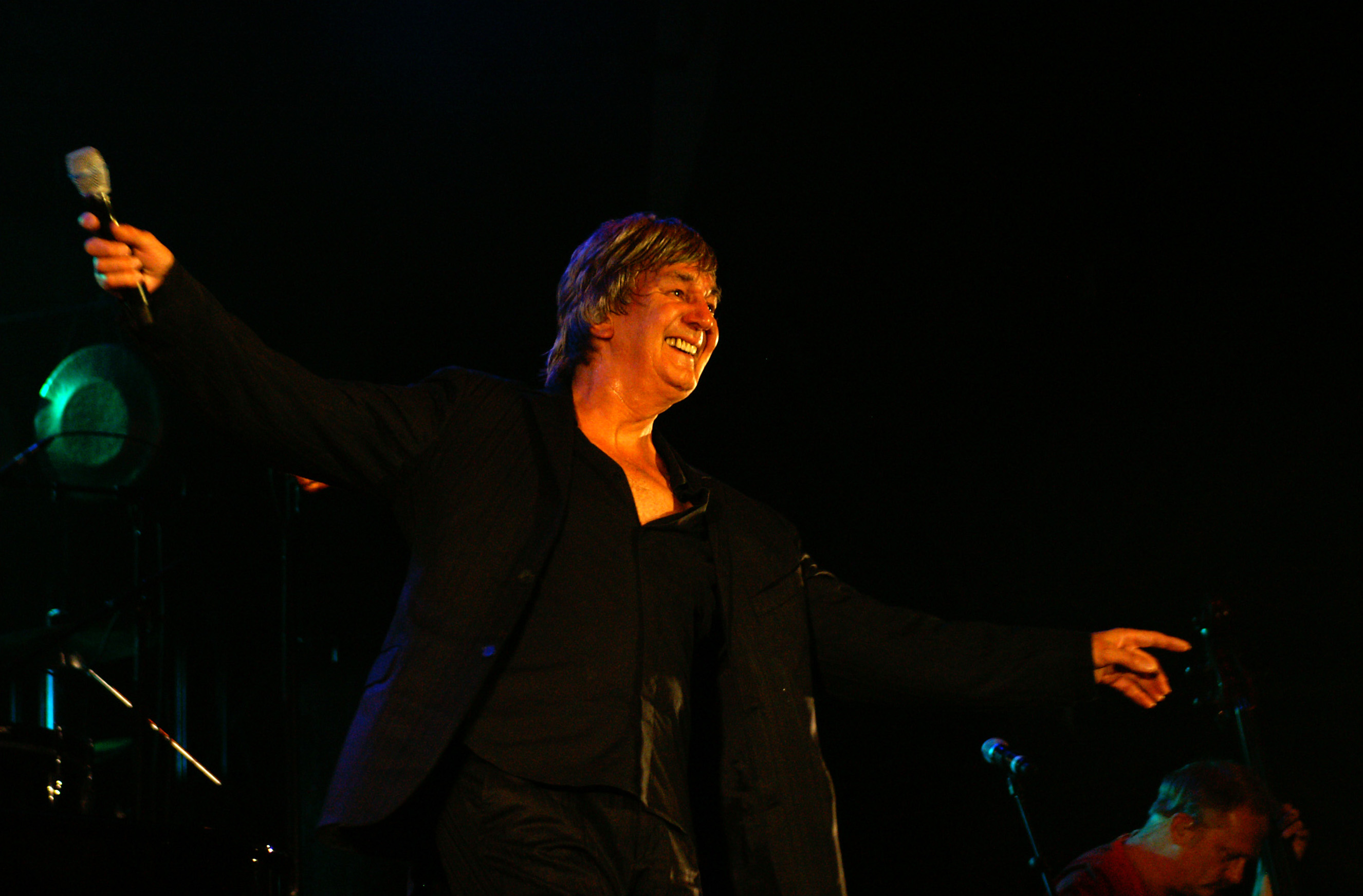
Pendant treize ans, il est le compagnon de route de Jacques Higelin.

En juillet 1976, au studio du château d'Hérouville, le locataire-gérant des lieux, Laurent Thibault, lui propose de participer à l'enregistrement de The Idiot d'Iggy Pop, produit par David Bowie qui recherche un batteur. Celui-ci le fait jouer sur les bandes préparatoires, avec un minimum d'indications. Les premières prises spontanées que Michel Santangeli réalise deviendront la plupart du temps la base sur laquelle le reste des éléments musicaux de l'album seront construits. L'enregistrement final de l'album aura lieu à Berlin, avec d’autres musiciens. Il n'est donc pas crédité pour les titres de l'album auxquels il a participé et qui rencontrent le succès, comme China Girl qui devient un hit mondial.
En 1976, Laurent Thibault lui présente le chanteur rockeur Jacques Higelin en résidence à Hérouville. Tout au long des années 1980, il est l'un des principaux musiciens de Jacques Higelin. Santangeli l'accompagne sur les tournées durant treize années de concerts « bondés », Bercy vingt-trois soirs d'affilée (un record), en allant en Algérie et le surlendemain à Berlin. En 1988, l'aventure prend fin brusquement, après une dispute avec le producteur Daniel Colling qui l'insulte. Il décide de quitter le monde du show-bizz, « les ego surdimensionnés l'exaspèrent ».

### Des projets plus confidentiels
Il accompagne Pierre Vassiliu deux ans en enregistrements et tournées 1981-82 et participe à l'adaptation de Superdupont en comédie musicale avec le Grand Magic Circus de Jérôme Savary en 1982. Le journaliste Alain Gardinier évoque également des collaborations avec Éric Serra, Basile Leroux, Pierre Chérèze, les frères Guillard, le Golden Gate Quartet. Il publie en 1983 un album sous son nom, sur lequel il est auteur-compositeur-interprète, avec comme pochette un dessin humoristique signé Jean Solé. L'humour reste ancré en lui et il se fait poète par moments. Dans les années 1990, il reste en contact avec son ami "Dan Ar Braz" et participe dans le Finistère à des sessions dans des bars avec des groupes locaux (comme la formation Mo Dalton de Xavier "Doc" Quémet) et joue sur deux albums des Goristes, entre autres.
Dans les années 2000, il participe à la programmation musicale, aux compositions et arrangements du spectacle « Bonjour la Terre ! » de  Philippe Paugam, mis en scène par Alain Diverres. Artisan du son, il s'amuse dans son home studio à Guipavas avec son logiciel d'enregistrement - en 2009, il produit soixante-huit morceaux pour le plaisir -. Une partie de ces morceaux, plutôt electro et trip hop, sortent dans deux albums, intitulés Home-Made. 

### Fin de vie
De 2011 à 2013, tombé malade il est atteint par plusieurs cancers, qui touchent notamment ses poumons. Il meurt le 30 septembre 2014 à l'âge de 69 ans et ses obsèques ont lieu le 3 octobre à Brest.

## Discographie

### En solo
- 1983 : Santangeli (LP Pathé)
- 2010 : Home-Made vol 1 et vol 2 (Readymade Music)

### Avec Alan Stivell
- 1972 : À l'Olympia
- 1973 : Chemins de terre
- 1975 : E Dulenn

### Avec Dan Ar Braz
- 1976 : Douar Nevez
- 1978 : Allez dire à la ville
- 1979 : The Earth's Lament

### Avec Jacques Higelin
- 1976 : Alertez les bébés !
- 1978 : No Man's Land
- 1981 : Higelin à Mogador
- 1982 : Higelin 82
- 1983 : Casino de Paris
- 1985 : Aï
- 1986 : Higelin à Bercy
- 1988 : Tombé du ciel

### Participations
- 1972 : My Coffin's Ready - Zabu
- 1972 : Paix - Catherine Ribeiro et Alpes
- 1976 : Sonerien Du vol.3
- 1976 : Madame La Frontière - Ys
- 1977 : The Idiot - Iggy Pop
- 1977 : La Vieille que l'on brûla - Ripaille
- 1977 : Avel Vor - Keris (Philips) batteur et auteur-compositeur
- 1978 : L'Extraordinaire Tour de France d'Adélard Rousseau, dit Nivernais la clef des cœurs, Compagnon charpentier du devoir - Malicorne
- 1981 : Video - Patrick Abrial
- 1981 : 'Scott on the rocks' Terry Scott Jr (avec Micky Finn et de nombreux musiciens de l'équipe de Jacques Higelin)
- 1981 : Le Cadeau - Pierre Vassiliu
- 1982 : Le Cadeau (live) - Pierre Vassiliu
- 1982 : Aldebaran - Michel Corringe
- 1986 : Journée Ratée / Pauvre Vieux Rocker - Friandise Rock (écriture)
- 1989 : Pazapa - Alain et Yvon Guillard
- 1997 : Femmes de marins - Cabestan
- 2000 : Bonjour la terre ! - Philippe Paugam (compositions, enregistrement, mixage)
- 2001 : Best Of - Laurence Vanay
- 2001 : Vénus - Le Petit Fossoyeur
- 2004 : Sale temps pour les gros- Les Goristes (Keltia Musique)
- 2005 : C' pas triste - Les Goristes (Keltia Musique)